# TechRepublic
TechRepublic的是一个在线贸易出版物和交友社区。于1997年在美国肯塔基州路易斯维尔成立。2001年，CNET2以23万美元的价格收购了TechRepublic。